# HD 125628
HD 125628 é uma estrela binária na constelação de Centaurus. Com uma magnitude aparente visual de 4,92, pode ser vista a olho nu em locais com pouca poluição luminosa. De acordo com as medições de paralaxe da sonda Gaia, a estrela secundária está localizada a uma distância de 252,4 anos-luz (77,4 parsecs) da Terra.
O componente primário do sistema HD 125628 é uma estrela gigante de classe G do com um tipo espectral de G8III. Está irradiando de sua fotosfera 160 vezes a luminosidade solar a uma temperatura efetiva de 5 400 K. Sua companheira, de magnitude 6,94, é uma estrela de classe F da sequência principal com um tipo espectral de F5V. As duas estrelas estão separadas por 9,08 segundos de arco. O sistema é um emissor de raios X com um fluxo de 298,6×1017 W/m2.